# FC Villa Clara
FC Villa Clara – kubański klub piłkarski z siedzibą w Santa Clara, występujący w Campeonato Nacional de Fútbol de Cuba (najwyższej klasie rozgrywkowej swego kraju).

## Sukcesy
- 14–krotny mistrz Kuby (1980, 1981, 1982, 1983, 1986, 1992, 1996, 1997, 2002/2003, 2004/2005, 2010/2011, 2011/2012, 2013, 2016)[1].
- 11–krotny wicemistrz Kuby (1978/1979, 1979, 1985, 1987, 1990/1991, 1998, 2000/2001, 2003, 2006, 2008/2009, 2014)[1].